# یواس‌اس استوکس (ای‌کی‌ای-۶۸)
یواس‌اس استوکس (ای‌کی‌ای-۶۸) (به انگلیسی: USS Stokes (AKA-68)) یک کشتی بود که طول آن ۴۵۹ فوت ۲ اینچ (۱۳۹٫۹۵ متر) بود. این کشتی در سال ۱۹۴۴ ساخته شد.